# Colégio de Nossa Senhora da Assunção
O Colégio Nossa Senhora da Assunção é uma escola católica localizada em Anadia, Aveiro, Portugal . Inicialmente começou como uma escola informal em 1922, obtendo uma licença em 1926.
A escola começou a operar com o nome atual em 1951.
Em 2020 a escola ficou em primeiro lugar no distrito de Aveiro e em quinto a nível nacional.

## História
Em 1922 a congregação de São José de Cluny foi agraciada com terras em Anadia. Após esta doação, uma escola informal foi iniciada no local.
Em 1926 foi emitida a licença oficial para a criação do colégio inicialmente denominado Colégio de Nossa Senhora da Paz.
Em 1951, o nome da escola foi alterado para Colégio Nossa Senhora da Assunção.